# FC VSS Košice
El FC VSS Košice és un club de futbol eslovac de la ciutat de Košice.

## Història
Evolució del nom:
- 1903: Kassai Atlétikai Club (KAC)
- 1908: Fusionat amb Kassai Sport Egyesület esdevenint Kassai Atlétikai Sport Egyesület (KASE)
- 1911: Fusionat amb Jogász Sport Egyesület
- 1918: SK Sparta Kosice
- 1938: Kassai Atlétikai Club (KAC)
- 1945: Tancat i refundat amb el nom de SK Jednota Kosice
- 1952: TJ Spartak VSZ Kosice
- 1956: Fusionat amb TJ Spoje Kosice esdevenint TJ Spartak Kosice
- 1957: Fusionat amb TJ Slavoje Kosice esdevenint TJ Jednota Kosice
- 1966: TJ VSS Kosice
- 1979: TJ ZTS Kosice
- 1992: Fusionat amb TJ VSZ Kosice esdevenint 1. FC Kosice
- 2005: Refundat com MFK Kosice (Mestský Futbalový Klub), a partir del club modest FC Steel Trans Ličartovce
- 2015: FC VSS Košice

## Palmarès
- Lliga eslovaca de futbol: 2
  - 1997, 1998
- Copa eslovaca de futbol: 4
  - 1973, 1980, 1993, 2009
- Supercopa eslovaca de futbol: 1
  - 1997
- Copa txecoslovaca de futbol: 1
  - 1993